# Estación de Calamocha-Nueva
Calamocha-Nueva es un apeadero ferroviario con parada facultativa situado en el municipio español de Calamocha, en la provincia de Teruel (Aragón). Cuenta con servicios de media distancia operados por Renfe. 

## Situación ferroviaria
Está situada en el punto kilométrico 7,6 de la línea ferroviaria Zaragoza-Sagunto, entre las estaciones de Navarrete y de Caminreal-Fuentes Claras. El kilometraje se corresponde con el histórico trazado entre Zaragoza-Delicias y Caminreal-Fuentes Claras, tomando esta última como punto de partida. El tramo es de vía única y está sin electrificar. La estación está situada a 900 metros de altitud. 

## Historia
La estación fue puesta en servicio el 2 de abril de 1933, con la apertura de la nueva línea Caminreal-Zaragoza. Las obras corrieron a cargo de la Compañía del Ferrocarril Central de Aragón, que con esta construcción dotaba de un ramal a su línea principal entre Calatayud y el Mediterráneo que vía Zaragoza podía enlazar con el ferrocarril a Canfranc de forma directa.
Las instalaciones de Calamocha-Nueva, situadas al sur del municipio, coexistían con la estación de Calamocha-Vega, la cual formaba parte de la línea Calatayud-Valencia y había sido abierta al tráfico en 1901. No existió nunca enlace directo entre ellas, ya que eran ramas de la vía que se bifurcaba en Caminreal, mucho más al Sur. Las instalaciones de Calamocha-Vega estaban situadas al oeste de la población, en la margen izquierda del río Jiloca, a cierta distancia de Calamocha-Nueva.
En 1941, con la nacionalización de la totalidad de la red ferroviaria española ambas estaciones pasaron a ser gestionadas por RENFE. Las dos estaciones estuvieron operativas hasta 1985, fecha en que se clausuraron Calamocha-Vega y el trazado Calatayud-Caminreal, siendo sus vías desmanteladas en 2011. 
Desde el 31 de diciembre de 2004 Renfe Operadora explota la línea mientras que Adif es la titular de las instalaciones ferroviarias.

## La estación
La estación de Calamocha-Nueva originalmente llegó a tener una vía de sobrepaso y dos vías de cargadero, junto al muelle-almacén de mercancías. Con posteioridad se le retiraron las demás vías y se adaptó a personas con discapacidad. Esto convirtió, en la práctica, a la estación en un apeadero, al perder la capacidad de apartar y estacionar trenes. En 2007 se acondició una dependencia para la espera de los viajeros, al tiempo que se ha aumentado el aparcamiento, mejorarando la iluminación.

## Servicios ferroviarios

### Media distancia
En esta estación efectúa parada el Regional que une Zaragoza con Teruel y los MD que unen Zaragoza con Valencia y Cartagena. La parada en esta estación es facultativa, por lo que debe solicitarse al Interventor en Ruta. Los trenes regionales son servidos habitualmente por material diésel de la Serie 594 de Renfe, apodados "TRD", mientras que el servicio MD es prestado habitualmente por material de la Serie 599 de Renfe.
| Línea MD | Trenes   | Origen/Destino             |  | Destino/Origen |
| -------- | -------- | -------------------------- |  | -------------- |
| 49       | MD       | Huesca Zaragoza-Miraflores |  | Valencia-Norte |
| 49       | MD       | Zaragoza-Miraflores        |  | Valencia-Norte |
| 49       | Regional | Zaragoza-Miraflores        |  | Teruel         |